# Monts Slieve Bloom
Les monts Slieve Bloom (en anglais : Slieve Bloom Mountains; en irlandais : Sliabh Bladhma ; en latin : Bladinae montes) sont une chaîne de montagnes en Irlande.

## Toponymie
Selon le Bodleian Dinnshenchas, deux théories coexistent sur l'origine du nom :

« [11. SLIAB BLADMA.] Bladma ou Blod, fils de Cú, fils de Cass Clothmín, tua le bouvier de Bregmael, le forgeron de Cuirche, fils de Snithe, roi de Húi Fuatta. Puis il alla dans son petit bateau jusqu'à ce qu'il s'installe à Ross Bladma - Ross n-Áir, « bois du massacre », était son nom au début. De là, il alla à la montagne. D’où « Sliab Bladma » (la montagne de Bladma). D'où le poète dit : « Blod, fils de Cú, fils de Cass Clothmín, a tué le vacher de la belle Bregmael, le forgeron de Cuirche Mór, fils de Snithe : Il s'est installé à Ross Tíre ind Áir. » de Breogan, qui y est mort ; et de lui la montagne de Bladma a été nommée. »

Edward J. Gwynn's dans The Metrical Dindshenchas donne un récit plus long et une autre histoire (bleda mara « monstres marins » voir en irlandais bleidhmhíol « monstre, baleine ») :

« Sliab Bladma.
Blod, fils de Cu, fils de Cass le renommé, fils d'Uachall le multiple, tua Bregmael le célèbre forgeron de Cuirche, fils de Snithe le nageur.
Curche Cendmar était un roi audacieux sur Medraige et sur Hérot ; à travers lui, Blod, fils de Cass Clothmin, ne trouva jamais une protection sûre. Il se débrouilla dans son vaisseau - un but clair depuis le fond de Galway pur et froid, d'Ath Cliath dans le large Herot à Ath Cliath à Cualu. De là, il vint après de nombreux virages à la pointe de Nar, fils d'Edliuc, et posséda, comme partie spéciale, la montagne dont le nom dérive de Blod. Un homme vaillant qui combattait mourut à Sliab Bladma - une grande renommée, même Blad, fils de Bregon, avec des troupes de guerriers, mourut de maladie dans Sliab Blod, hanté par les monstres.
Ou, c'est du fils de Bregon le courroucé qu'il se nomme Sliab Bladma, avec des débuts de femmes leur augmentation n'est pas loin du bétail était la montagne où cela s'est passé grâce à la forte Blad.
Ou les monstres de la mer qui n'étaient pas calmes, les bêtes - « ruisenda » était leur nom - sont venues dans tout le pays des tribus, de sorte que d'elles est appelée Sliab Bled. Blod, fils de Cu, fils de Cass Clothmin, tua le troupeau de Bregmael le forgeron de Curche, fils de Snithe, il s'installe à Ross Tire Nair. »

Le sens irlandais moderne de bladhm est « flamme, flambée », bladhma étant le cas génitif.

## Géographie

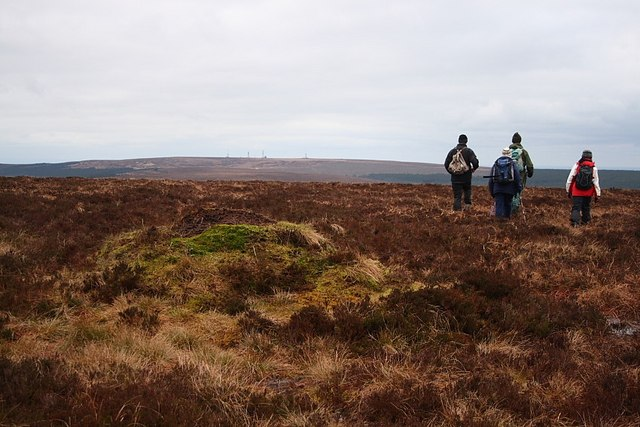
« Cairn » de Barna (504 m) sur Baunreaghcong.

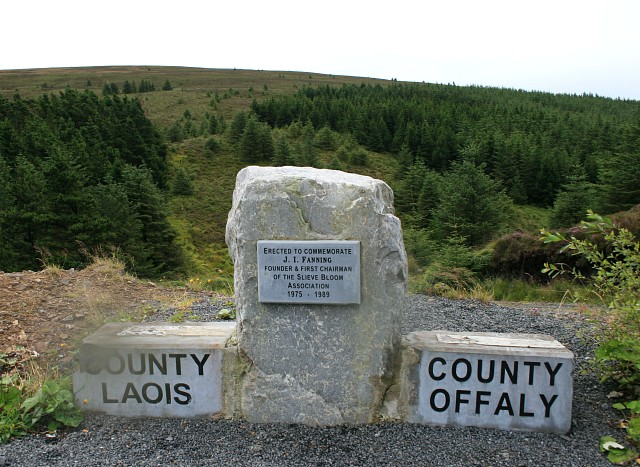
Limite des comtés.

La chaîne montagneuse s'élève dans la plaine centrale irlandaise à une altitude de 527 mètres. Bien qu'elle ne soit pas très élevée, elle est étendue si on considère la taille du pays. Les sommets les plus élevés sont Arderin (527 m) (en irlandais, Ard Éireann) à l'extrémité sud-ouest de la chaîne et Baunreaghcong (511 m) à l'extrémité du Ridge of Capard. Les monts Slieve Bloom s'étendent près de Roscrea au sud-ouest à Rosenallis au nord-ouest, formant un lien entre le comté de Laois et le comté d'Offaly.
Les dix principaux sommets des monts Slieve Bloom, tous à plus de 400 mètres, sont les suivants :
| Rang | Sommet            | Altitude |
| ---- | ----------------- | -------- |
| 1    | Arderin           | 527 m    |
| 2    | Stillbrook Hill   | 514 m    |
| 3    | Baunreaghcong     | 509 m    |
| 4    | Wolftrap Mountain | 487 m    |
| 5    | Ridge of Capard   | 483 m    |
| 6    | Barcam            | 482 m    |
| 7    | Carroll's Hill    | 482 m    |
| 8    | Farbreague        | 430 m    |
| 9    | Castleconor       | 407 m    |
| 10   | Garraunbaun       | 406 m    |

Les monts Slieve Bloom, avec le Massif central en France, sont l'une des plus anciennes chaînes de montagnes d'Europe. Elles étaient autrefois aussi les plus élevées, culminant à 3 700 m d'altitude. L'érosion les a réduites à 500 m d'altitude environ. Par temps clair, on peut apercevoir les plus hauts points des quatre anciennes provinces d'Irlande.

## Histoire
Les montagnes ont constitué la frontière nord du royaume d'Osraige, plus tard Upper Ossory.

## Activités

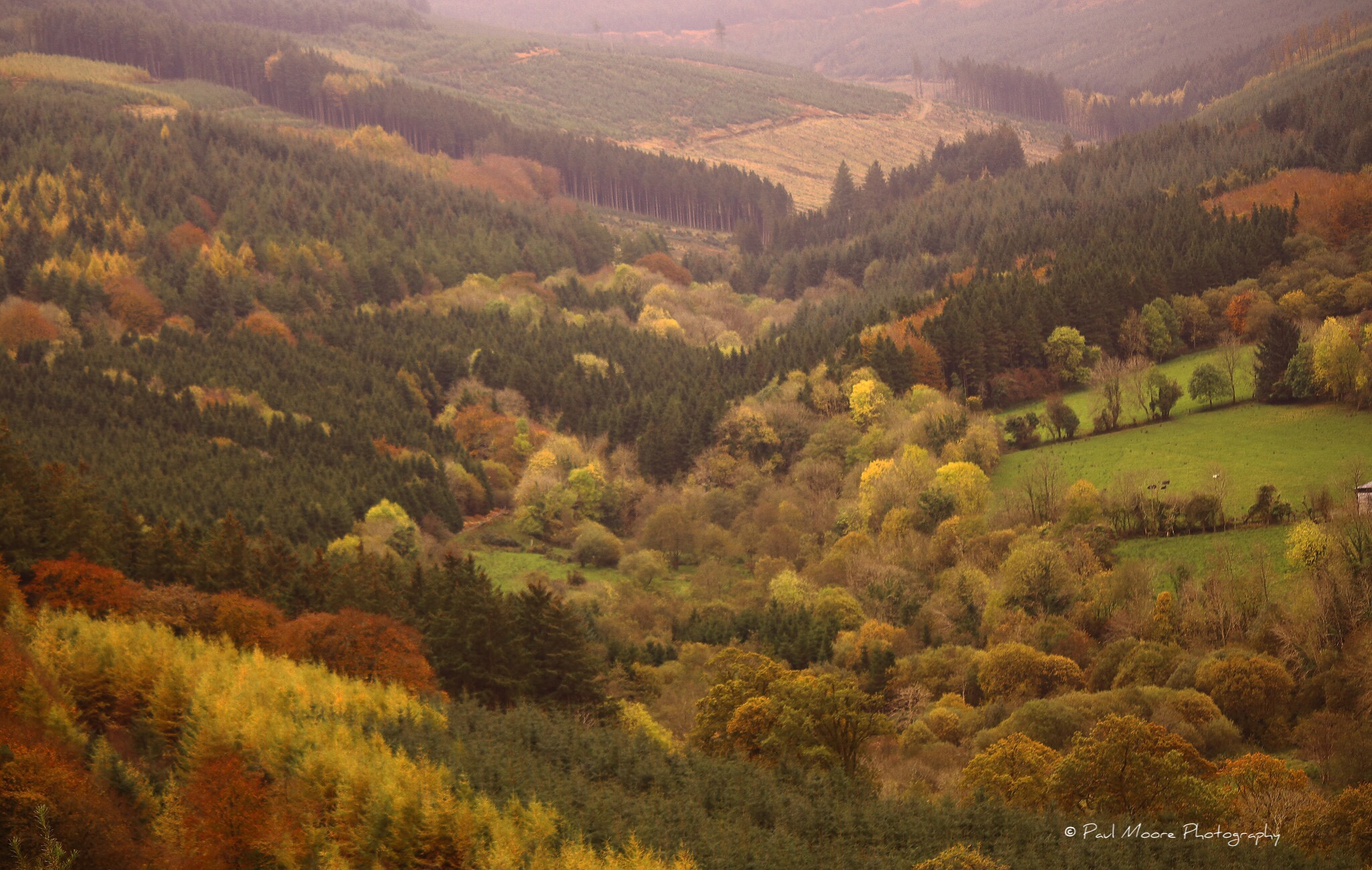
Vue à partir de Glinsk Castle Hiking Loop.

L'accès aux montagnes et aux lieux les plus populaires est plus facile en prenant la sortie 18 de l'autoroute M7 pour Mountmellick et en suivant la R422 en direction de Rosenallis, Clonaslee, Cadamstown et Kinnitty. Trois itinéraires traversent les montagnes. De Clonaslee, il est très facile de suivre la route de montagne en direction de Mountrath. De Kinnitty, prendre la route du centre du village en face de l'église catholique, après l'église de Longford jusqu'à Glendine Gap près d'Arderin, le point culminant de la montagne.
Des sentiers pédestres en boucle ont été aménagés à partir de six points : Glenbarrow, Clonaslee, Cadamstown, Kinnitty, le parking de Glenafelly Forest et Glen Monicknew. Les sentiers pédestres sont codés par couleur : vert, facile ; bleu, modéré et rouge, le plus difficile. Les 75 km de couleur jaune de Slieve Bloom Way sont accessibles à partir de l'un de ces points de départ. À Cadamstown, il est conseillé de parcourir le Silver River Eco Trail.
Les Glenbarrow Falls se trouvent à seulement quelques kilomètres de Rosenallis. Quelques promenades pittoresques en boucle mènent aux chutes et à la crête de Capard. Une population importante de tétras lyre vit dans les collines.
Les pistes cyclables des monts Slieve Bloom sont un ajout récent aux activités de plein air. Elles sont accessibles à partir de deux points de départ, l'un à Kinnitty Village et l'autre à Baunreagh, près de Mountrath.
La zone a été classée site Ramsar le 31 juillet 1986.

## Mythologie
Fionn Mac Cumhaill a été élevé à Sliabh Bladhma par ses tantes, les sœurs de sa mère, les poètes Bovmall et Lia Luachra. Aussi a-t-il été épargné par Clann Morna qui a tué son père.